# کلیری (میسیسیپی)
کلیری (به انگلیسی: Cleary) مکانی در ایالت میسیسیپی کشور ایالات متحده آمریکا است که جمعیت آن در سرشماری سال ۲۰۱۰ میلادی، ۱٬۵۴۴
نفر بوده‌است.